# Liste der Monuments historiques in Spézet
Die Liste der Monuments historiques in Spézet führt die Monuments historiques in der französischen Gemeinde Spézet auf.

## Liste der Bauwerke
| Bezeichnung                 | Beschreibung | Standort                    | Kennzeichnung | Schutzstatus | Datum | Bild           |
| --------------------------- | ------------ | --------------------------- | ------------- | ------------ | ----- | -------------- |
| Alignement du Bois du Duc   |              | Koad ar Duc (Lage)          | PA00090451    | Classé       | 1923  |                |
| Kapelle Notre-Dame du Crann |              | (Lage)                      | PA00090452    | Classé       | 1916  | weitere Bilder |
| Beinhaus                    |              | 4, rue du Presbytère (Lage) | PA00090453    | Classé       | 1916  |                |

## Liste der Objekte

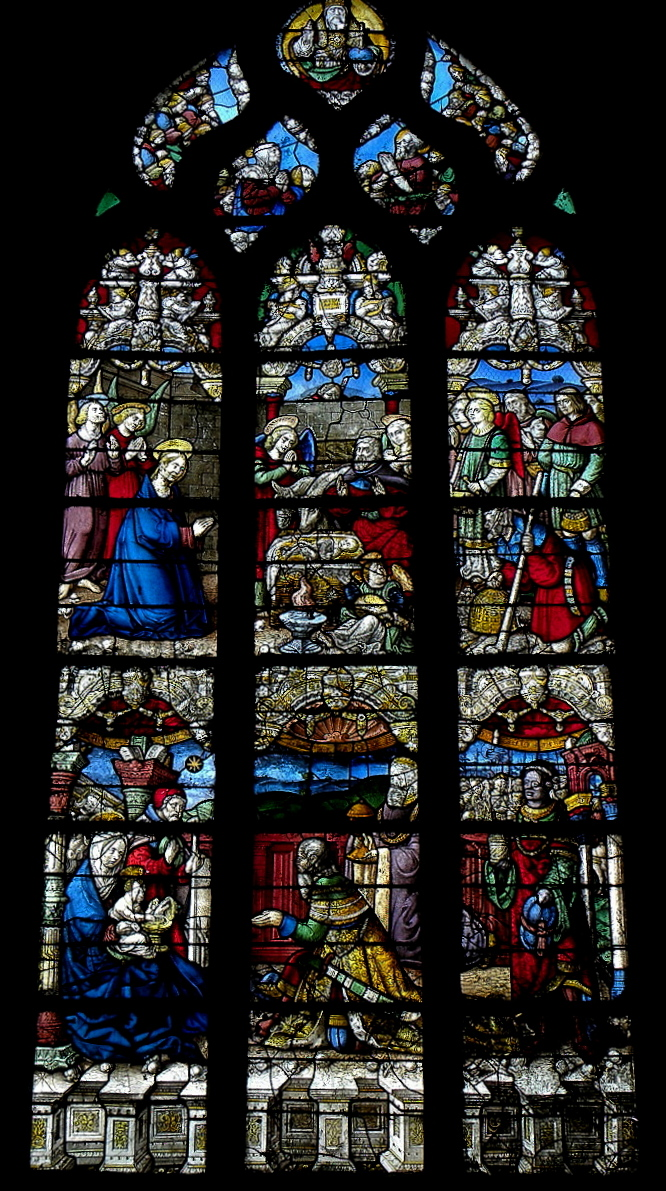
Bleiglasfenster Geburt Jesu (1546) in der Kapelle Notre-Dame du Crann

- Monuments historiques (Objekte) in Spézet in der Base Palissy des französischen Kultusministeriums